# 부다성
부다성(헝가리어: Budai Vár, 튀르키예어: Budin Kalesi)은 헝가리 부다페스트에 있는 헝가리 국왕들이 살았던 역사적인 성채이다. 과거에는 왕궁(Királyi-palota) 또는 왕성(Királyi Vár)이라는 이름으로 불렸다. 부다성은 중세와 바로크, 19세기 양식의 가옥들과 공공건물들로 유명한 옛 성곽 지역(Várnegyed) 옆에 있는 부다 언덕 남쪽 꼭대기에 지어졌다. 아담 클라크 광장과 푸니쿨라(계단식 열차) 옆 세체니 다리와 이어져 있다. 부다성은 1987년 공표된 부다페스트 세계문화유산의 일부이기도 하다.

## 역사
1242년, 헝가리 중흥의 아버지인 벨러 4세는 몽골의 침략으로 에스테르곰으로부터 이곳으로 피신해 왔다. 그는 도나우강변 언덕의 지리적 이점을 발견하고 이곳에 거주를 목적으로 하는 성과 겸하여 요새를 건설하였다. 14세기에는 라요슈 1세의 명에 따라 고딕 양식의 왕궁으로 증개축되었고, 15세기 후반에는 인문주의자로 알려진 왕 마차슈 1세를 찾아 이탈리아 등지에서 온 장인과 예술가들이 왕궁으로 모여들어 헝가리 르네상스의 막을 올렸다. 이 때 이곳은 르네상스건축의 양식으로 개축되었다. 이 시대에 헝가리는 중앙유럽 르네상스의 중심지로 영화를 누렸다. 그러나 16세기에 오스만 제국과의 전쟁으로 왕궁은 괴멸되고 말았다. :638
17세기에 들어서자 합스부르크 왕가의 도움으로 헝가리는 오스만 제국으로부터 해방되었으나, 합스부르크 왕가의 지배를 받게 되어 바로크 양식의 궁전을 신축하였다. 18세기에는 마리아 테레지아의 명으로 증개축을 실시하여 203개의 방을 갖춘 거대함을 과시하게 되었다. 19세기 후반, 대화재가 발생하여 왕궁이 대부분 소실되었다. 그러자 이 일을 계기로 다시 대개축을 시작하여 1904년에 완공하였다. 그러나 두 차례에 걸친 세계대전으로 다시 큰 타격을 입고 말았다. 1956년 헝가리 혁명이 발생할 때에 소련군에 의해 파괴되었다. 현재의 건물은 1980년대에 재건된 것이다. 지금의 모습은 전후 복구 작업으로 1950년대에 완성된 것이다.

## 관광
건물 자체는 그리 오래되지 않았지만, 예로부터 왕의 거처이며 정치·문화의 중심지였다는 사실에는 변함이 없다. 입구를 지키는 네 마리의 사자를 비롯하여 안뜰에는 우아함과 위엄이 감돌고 있다. 현재 왕궁은 국립미술관과 박물관으로 이용하고 있다. 또 일부는 2만 권의 장서를 자랑하는 세체니 도서관으로 꾸며 중세의 사본 등을 전시하고 있으며 때때로 기획전도 연다. :638